# Julia Kronlid
Julia Maria Kronlid (ur. 16 lipca 1980) – szwedzka polityk z ramienia Szwedzkich Demokratów i członkini  Riksdagu. Od wyborów powszechnych w 2010 roku reprezentuje elektorat hrabstwa Sztokholm.

## Kariera
Pracowała jako pielęgniarka-wolontariuszka w Pingstmission –  w klinice szpitalnej w Papui-Nowej Gwinei.

## Polityczna Kariera
Julia Kronlid dołączyła do partii Szwedzkich Demokratów w 2006 r.  i z ramienia której w wyborach parlamentarnych w Szwecji w 2010 roku została wybrana do Riksdagu.
Od 2013 roku jest przewodniczącą zarządu Szwedzkich Demokratów. Kronlid obecnie zasiada w Komisji Spraw Zagranicznych Riksdagu, specjalizując się w polityce zagranicznej i polityce pomocy humanitarnej dla innych krajów. Podczas dorocznego kongresu Partii Szwedzkich Demokratów w 2009 r. powiedziała, że jej zdaniem jej partia powinna pomóc uchodźcom na obszarze objętym kryzysem.
W 2015 r. złożyła w Riksdagu wniosek o obniżenie limitu aborcji w Szwecji z 18 do 12 tygodni.
Po wyborach powszechnych w Szwecji w 2022 r. została mianowana drugim wicemarszałkiem Riksdagu.

## Prasa
W artykule w Svenska Dagbladet (SvD) z grudnia 2015 r. Kronlid skrytykowała fakt, że 30% szwedzkiej pomocy zagranicznej zostało wykorzystane na finansowanie imigracji do Szwecji. Stwierdziła, że po wizycie w obozach dla uchodźców w Jordanii i Libanie uznała za oczywiste, że potrzebna jest większa pomoc w bezpośrednim obszarze kryzysu, a nie na pokrycie kosztów imigracji dla Szwecji.

## Życie prywatne
Mieszka w Glanshammar i jest żoną lokalnego polityka Davida Kronlida; para ma razem dwójkę dzieci: córkę i syna.